# Charles-François Plantade
Charles-François Plantade (París, 14 d'abril de 1787 - idem. 26 de maig de 1870), fill del pianista i compositor francès Charles-Henri Plantade (1764-1839), fou membre fundador de la Societat de Concerts del Conservatori (1828) i de la Societat d'Autors i Compositors de Música (1858).
Estudià en el Conservatori de la capital francesa, en el que assolí un primer premi als set mesos del seu ingrés. Cridat a files dels exèrcits de Napoleó, serví durant set anys en la jove Guàrdia imperial, i després ocupà alguns càrrecs administratius en els ministeris de la casa imperial i de Belles Arts. Els seus llocs de treball no l'impediren el dedicar-se a la composició, devent-se'l i més de 200 romances i cançons còmiques, algunes de les quals tingueren molt èxit en els teatres i salons, tals com les titulades Le the de mame Gibou; Le bureau de placement; L'ouvreuse de loges; A bas les medecinsí; Le tombeau des secrets; Les jolis soldats; Les adieux à la garnison; Avez-vous ou mou paraplue?, etc. Plantade també fou autor de la lletra de moltes d'aquestes cançons.